# Retention (Zahnmedizin)

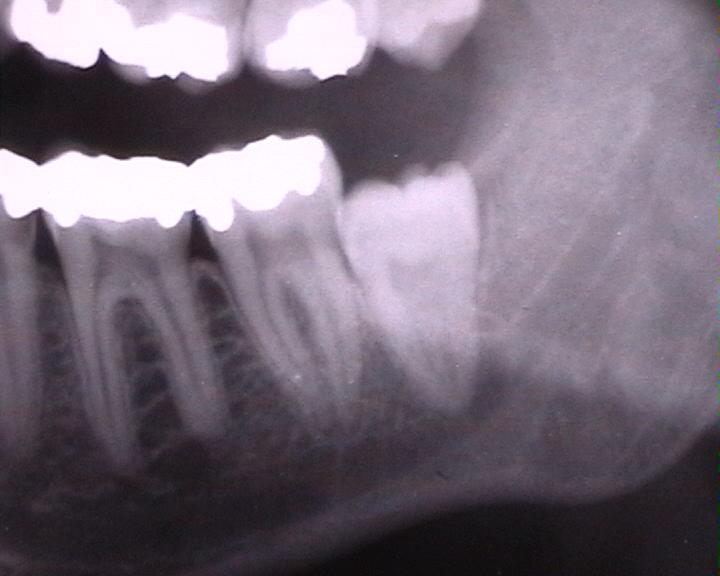
Weisheitszahn mit ausgebildeter Wurzel. Achsengerechte Lage; also: retiniert, aber nicht verlagert

Eine Zahnretention (von latein: retinere ‚zurückhalten‘) liegt vor, wenn ein Zahn im Kiefer eingeschlossen bleibt und nicht durchbricht, obwohl er oder sein Keim an der nahezu richtigen Stelle liegt.
Die Ursachen hierfür können vielfältig sein:
- Zahnengstand oder einfach Platzmangel
- Verlagerung des Zahnkeims
- Zahnkeimschädigungen oder -verwachsungen
- Zysten
- (zurückliegende) Kieferbrüche
- Dysostosis cleidocranialis
- Dystrophia brevicollis congenita
- Klippel-Feil-Syndrom

Infolge Platzmangels retinieren insbesondere Weisheitszähne und obere Eckzähne (Man spricht hier auch von Impaktion). In der Häufigkeit folgen dann mit weitem Abstand die unteren Prämolaren. Überzählige Zähne (siehe Hyperdontie und Mesiodens) sind hingegen sehr häufig retiniert. Eine Retention von Milchzähnen hingegen ist selten.
Hat der retinierte Zahn einen Milchzahnvorgänger, wird dessen Wurzel oft nicht resorbiert (aufgelöst) und der Milchzahn bleibt deshalb erhalten.
Die kieferorthopädische Behandlungsnotwendigkeit retinierter bzw. impaktierter Zähne wird durch den Index of Orthodontic Treatment Need (IOTN) erfasst.